# Perpignan–Villefranche-de-Conflent-vasútvonal
A Perpignan–Villefranche-de-Conflent-vasútvonal egy normál nyomtávolságú francia vasútvonal Perpignan és Villefranche-de-Conflent között, Okcitánia régióban. A 47 km hosszú, egyvágányú vonal a Têt folyó alsó szakaszát követi. Folytatása a keskeny nyomtávú Ligne de Cerdagne vonal. Ez az egyetlen vonal Franciaországban, amelyet hosszabb ideig egyfázisú váltakozó árammal, 16 2⁄3 Hz frekvenciával üzemeltettek. 

## Gördülőállomány

### Mozdonyok

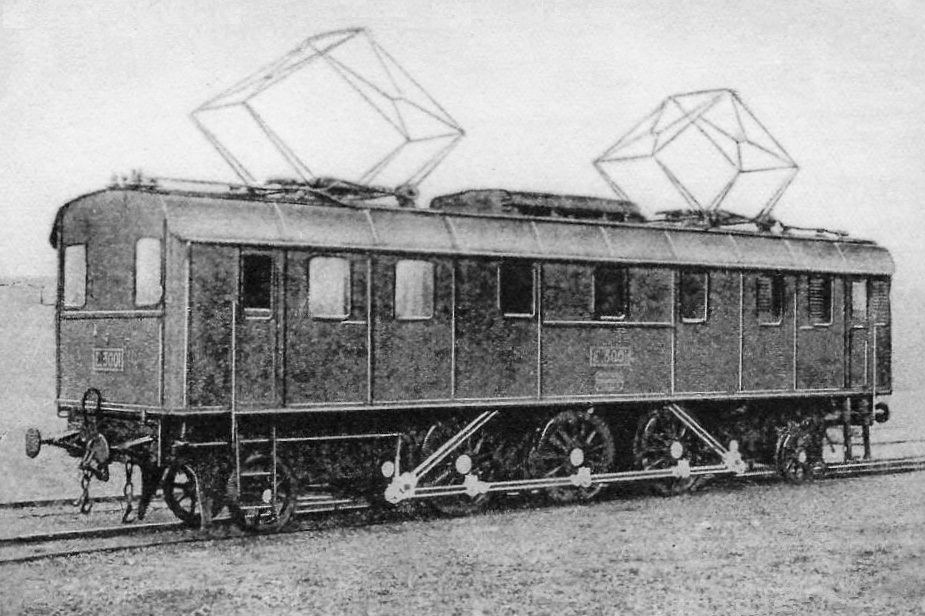
E 3001 Thomson, GE
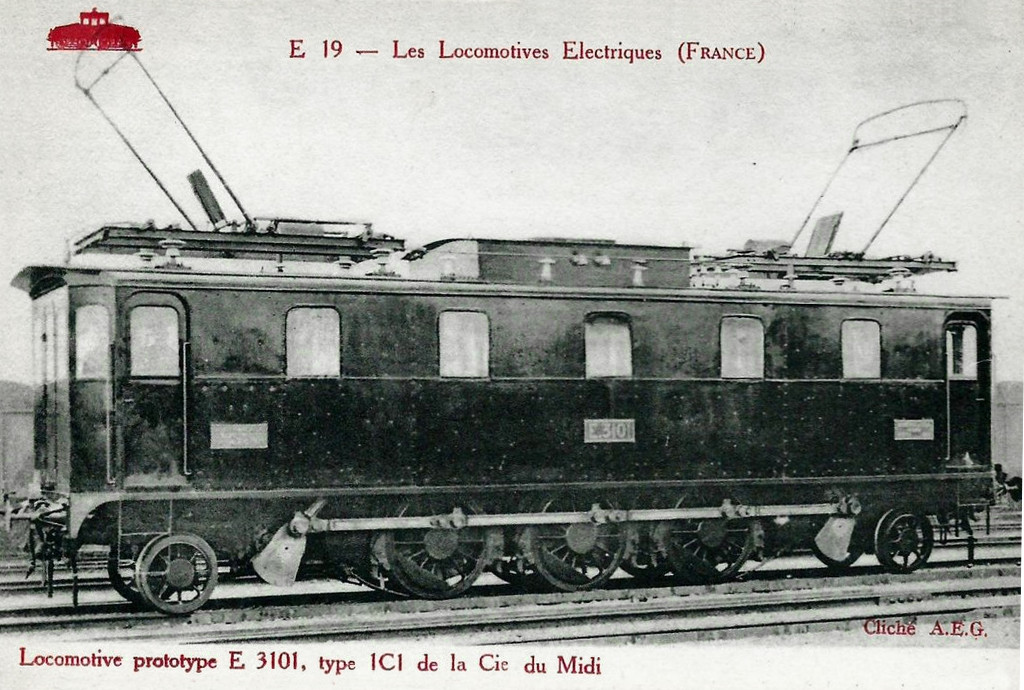
E 3101 AEG, Henschel
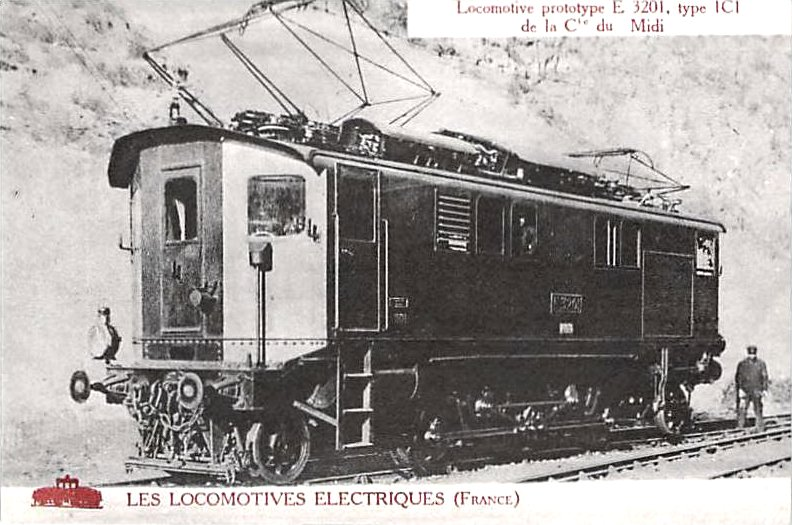
E 3201 Westinghouse
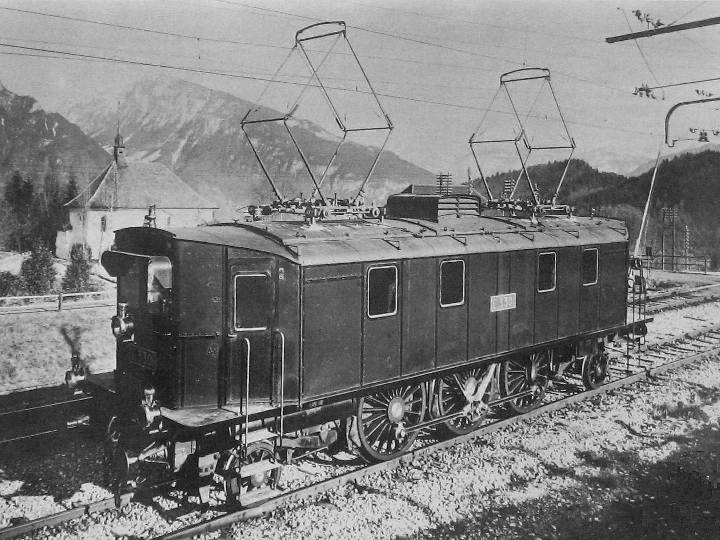
E 3301 BBC, SLM
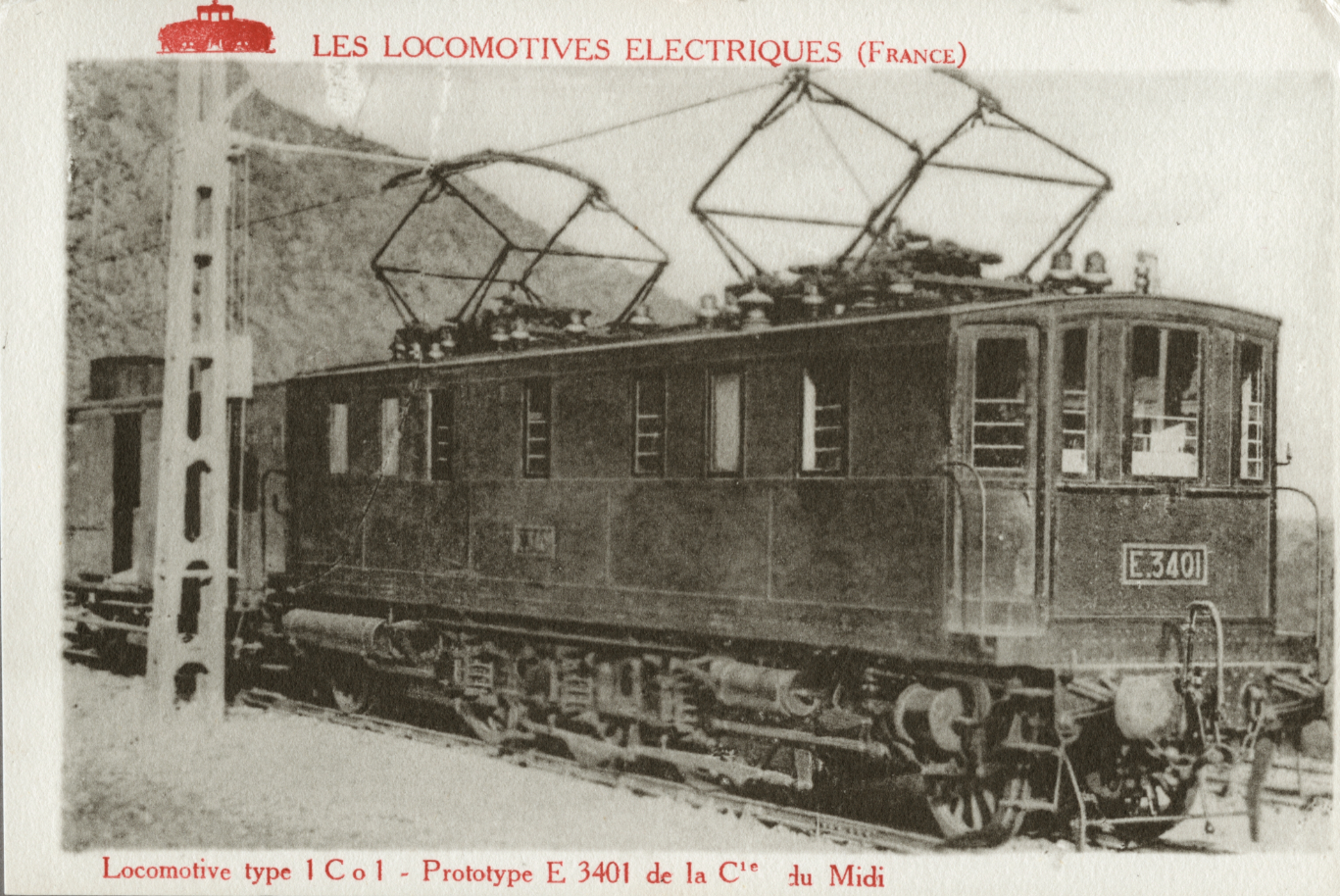
E 3401 ACENE
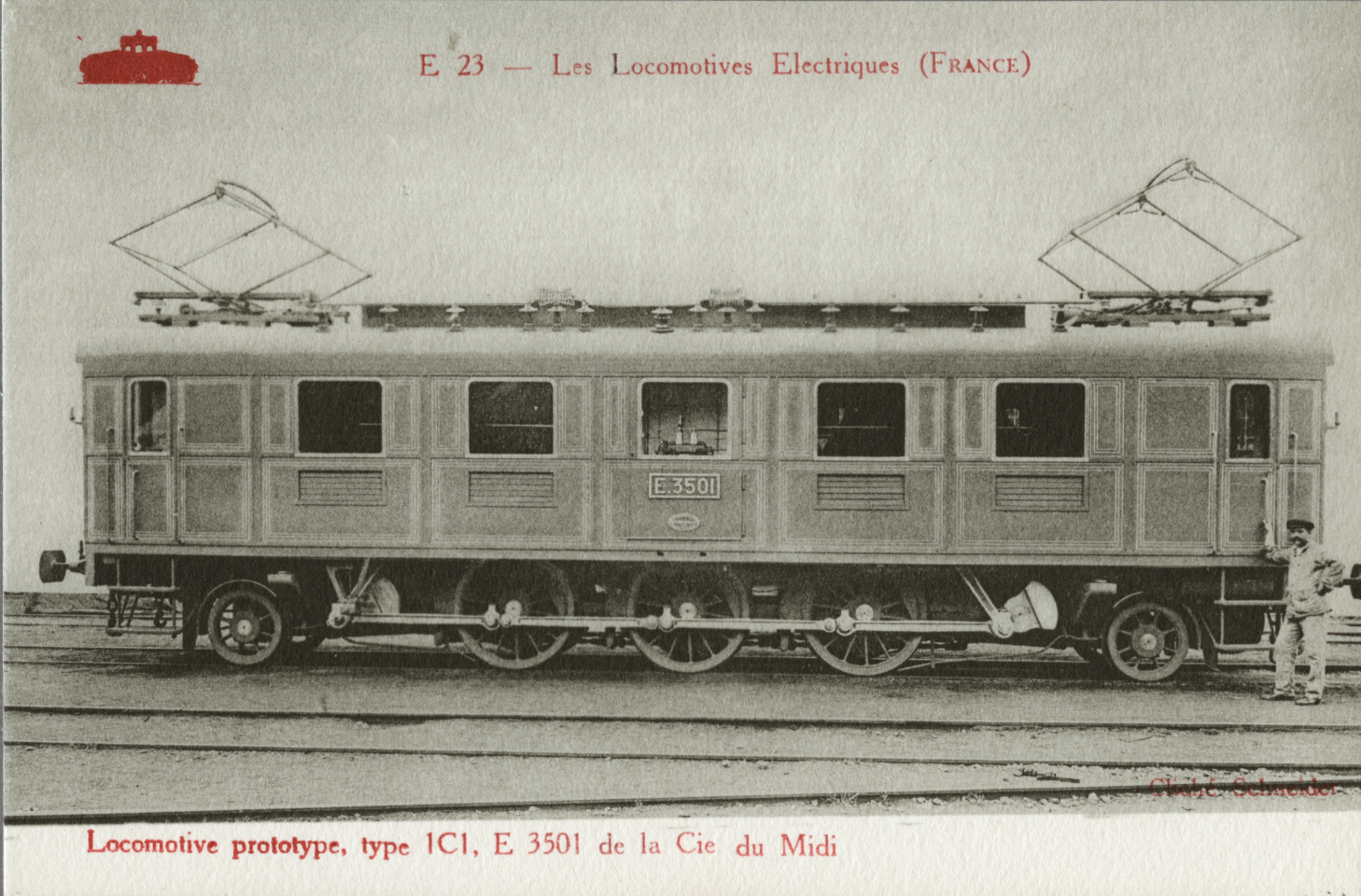
E 3501 Schneider, Felten, Lahmeyer